# Kleinobringen
Kleinobringen ist ein Ortsteil der Landgemeinde Am Ettersberg im Norden des Landkreises Weimarer Land.

## Geografie
Kleinobringen liegt an der Nordflanke des Ettersberges 5 km von der Stadt Weimar entfernt.

## Geschichte
Kleinobringen wird erstmals am 13. Juni 1342 in einer Verkaufsurkunde namentlich erwähnt. Es gehörte bis 1489 zum Besitz der Herren von Meusebach (Amt Buttelstedt). Nach dem Erwerb durch den ernestinischen Kurfürsten gehörte Kleinobringen zum Amt Weimar. Ab Anfang des 19. Jahrhunderts war der Ort bis 1918 Teil des Großherzogtums Sachsen-Weimar-Eisenach. Kleinobringen wurde 1877 nach zahllosen Streitigkeiten von Heichelheim getrennt. Der Ort wurde nach 1945 mit dem Land Thüringen Teil der Sowjetischen Besatzungszone und der DDR. Seit 1990 gehört der Ort zum neu gegründeten Bundesland Thüringen.
Am 1. Januar 2019 wurde die Gemeinde Kleinobringen mit weiteren Gemeinden der Verwaltungsgemeinschaft Nordkreis Weimar zur Landgemeinde Am Ettersberg zusammengeschlossen.

## Persönlichkeiten
- Otto Hetzer (1846–1911), Zimmermeister, Firmengründer und Erfinder des Holzleimbaus
- Ernst Schrumpf (1863–1941), Theater- und Filmschauspieler

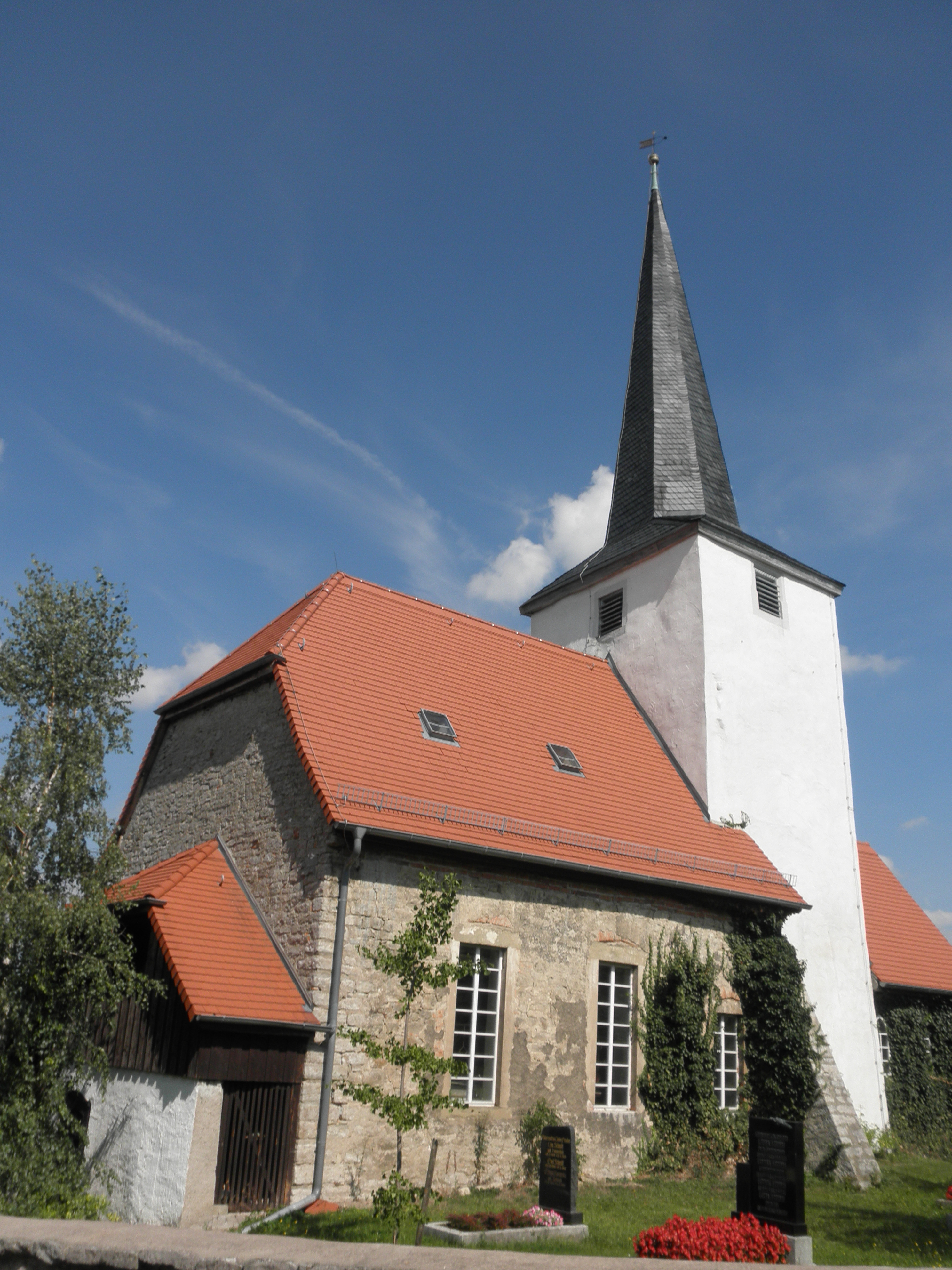
Dorfkirche

## Sehenswürdigkeiten
- Kirche und Pfarrhof
- Der Anger, Tanzplan